# Federazione pallavolistica del Belize
La Federazione beliziana di pallavolo (eng. Belize Volleyball Association, BVA) è un'organizzazione fondata per governare la pratica della pallavolo nel Belize.
Organizza il campionato maschile e femminile, e pone sotto la propria egida la nazionale maschile e femminile.
Ha aderito alla FIVB nel 1984.